# Aakkojärvi
Aakkojärvi är en sjö i kommunen Orivesi i landskapet Birkaland i Finland. Arean är 43 hektar och strandlinjen är 5,18 kilometer lång. Sjön  ingår i Kumo älvs huvudavrinningsområde.   Den ligger omkring 45 kilometer nordöst om Tammerfors och omkring 170 kilometer norr om Helsingfors. 